# Tremaine Stewart
Tremaine Stewart (ur. 5 stycznia 1988 w Kingston, zm. 18 kwietnia 2021 w Spanish Town) – jamajski piłkarz występujący na pozycji napastnika w jamajskim klubie Waterhouse FC. W latach 2012–2013 reprezentant Jamajki.

## Kariera klubowa

### Portmore United FC
W 2008 roku podpisał kontrakt z klubem Portmore United FC. Z klubem zdobył wicemistrzostwo National Premier League w sezonie 2008/09 oraz mistrzostwo w sezonie 2011/12. Ponownie dołączył do klubu w 2016 i dwukrotnie zdobył wicemistrzostwo w sezonach 2015/16 i 2016/17.

### Aalesunds FK
W 2012 przeszedł do zespołu Aalesunds FK. W klubie zadebiutował 25 marca 2012 w meczu Tippeligaen przeciwko Stabæk IF (0:0), a pierwszą bramkę zdobył 16 maja 2012 w meczu ligowym przeciwko FK Haugesund (4:2). Debiut i pierwszą bramkę w Kwalifikacjach do Ligi Europy zaliczył 19 lipca 2012 w meczu przeciwko KF Tirana (1:1).

### Waterhouse FC
W 2014 przeszedł do klubu Waterhouse FC. Ponownie dołączył do klubu w 2017 i dwukrotnie zdobył wicemistrzostwo National Premier League w sezonie 2017/18 i 2018/19. W 2019 roku wraz z zespołem dotarł do finału CFU Club Championship.

### Rovaniemen Palloseura
W 2015 przeszedł do drużyny Rovaniemen Palloseura. Zadebiutował w niej 10 września 2015 w meczu Veikkausliiga przeciwko FF Jaro (0:0). W sezonie 2015 wraz z zespołem zdobył tytuł wicemistrzowski.

## Kariera reprezentacyjna
W 2012 został powołany do reprezentacji Jamajki. Zadebiutował w niej 25 lutego 2012 w meczu towarzyskim przeciwko reprezentacji Kuby (3:0). Pierwszą bramkę zdobył 29 lutego 2012 w meczu towarzyskim przeciwko reprezentacji Nowej Zelandii (2:3).

## Statystyki

### Klubowe
(aktualne na dzień 22 maja 2020)
| Klub                  | Sezon              | Liga                    | Liga  | Liga   | Puchar kraju | Puchar kraju | Europa | Europa | CONCACAF | CONCACAF | Suma  | Suma   |
| Klub                  | Sezon              | Liga                    | Mecze | Bramki | Mecze        | Bramki       | Mecze  | Bramki | Mecze    | Bramki   | Mecze | Bramki |
| --------------------- | ------------------ | ----------------------- | ----- | ------ | ------------ | ------------ | ------ | ------ | -------- | -------- | ----- | ------ |
| Portmore United FC    | 2011/12            | National Premier League | 24    | 11     | –            | –            | –      | –      | –        | –        | 24    | 11     |
| Portmore United FC    | Ogólnie            | Ogólnie                 | 24    | 11     | 0            | 0            | 0      | 0      | 0        | 0        | 24    | 11     |
| Aalesunds FK          | 2012               | Tippeligaen             | 21    | 4      | 4            | 0            | 4      | 3      | –        | –        | 29    | 7      |
| Aalesunds FK          | 2013               | Tippeligaen             | 8     | 2      | 1            | 0            | –      | –      | –        | –        | 9     | 2      |
| Aalesunds FK          | 2014               | Tippeligaen             | 5     | 0      | 3            | 1            | –      | –      | –        | –        | 8     | 1      |
| Aalesunds FK          | Ogólnie            | Ogólnie                 | 34    | 6      | 8            | 1            | 4      | 3      | 0        | 0        | 46    | 10     |
| Waterhouse FC         | 2014/15            | National Premier League | 23    | 5      | –            | –            | –      | –      | –        | –        | 23    | 5      |
| Waterhouse FC         | Ogólnie            | Ogólnie                 | 23    | 5      | 0            | 0            | 0      | 0      | 0        | 0        | 23    | 5      |
| Rovaniemen Palloseura | 2015               | Veikkausliiga           | 3     | 0      | –            | –            | –      | –      | –        | –        | 3     | 0      |
| Rovaniemen Palloseura | Ogólnie            | Ogólnie                 | 3     | 0      | 0            | 0            | 0      | 0      | 0        | 0        | 3     | 0      |
| Portmore United FC    | 2015/16            | National Premier League | 9     | 2      | –            | –            | –      | –      | –        | –        | 9     | 2      |
| Portmore United FC    | 2016/17            | National Premier League | 21    | 4      | –            | –            | –      | –      | –        | –        | 21    | 4      |
| Portmore United FC    | Ogólnie            | Ogólnie                 | 30    | 6      | 0            | 0            | 0      | 0      | 0        | 0        | 30    | 6      |
| Waterhouse FC         | 2017/18            | National Premier League | 33    | 7      | –            | –            | –      | –      | –        | –        | 33    | 7      |
| Waterhouse FC         | 2018/19            | National Premier League | 27    | 12     | –            | –            | –      | –      | –        | –        | 27    | 12     |
| Waterhouse FC         | 2019/20            | National Premier League | 21    | 2      | –            | –            | –      | –      | 4        | 0        | 25    | 2      |
| Waterhouse FC         | Ogólnie            | Ogólnie                 | 81    | 21     | 0            | 0            | 0      | 0      | 0        | 0        | 85    | 21     |
| Ogólnie w karierze    | Ogólnie w karierze | Ogólnie w karierze      | 195   | 49     | 8            | 1            | 4      | 3      | 4        | 0        | 211   | 53     |

### Reprezentacyjne
| Reprezentacja | Rok     | Mecze | Bramki |
| ------------- | ------- | ----- | ------ |
| Jamajka       | 2012    | 10    | 2      |
| Jamajka       | 2013    | 1     | 0      |
| Jamajka       | Ogólnie | 11    | 2      |

| 1.  | 25.02.2012 | Montego Bay, Jamajka           | Kuba              | 3:0 |     | Mecz towarzyski      |
| 2.  | 29.02.2012 | Auckland, Nowa Zelandia        | Nowa Zelandia     | 2:3 | Gol | Mecz towarzyski      |
| 3.  | 09.06.2012 | Kingston, Jamajka              | Gwatemala         | 2:1 |     | el. MŚ 2014          |
| 4.  | 13.06.2012 | North Sound, Antigua i Barbuda | Antigua i Barbuda | 0:0 |     | el. MŚ 2014          |
| 5.  | 12.09.2012 | Columbus, Stany Zjednoczone    | Stany Zjednoczone | 1:0 |     | el. MŚ 2014          |
| 6.  | 13.10.2012 | Gwatemala, Gwatemala           | Gwatemala         | 2:1 |     | el. MŚ 2014          |
| 7.  | 17.10.2012 | Kingston, Jamajka              | Antigua i Barbuda | 4:1 |     | el. MŚ 2014          |
| 8.  | 08.12.2012 | North Sound, Antigua i Barbuda | Gujana Francuska  | 1:2 | Gol | Puchar Karaibów 2012 |
| 9.  | 10.12.2012 | North Sound, Antigua i Barbuda | Martynika         | 0:0 |     | Puchar Karaibów 2012 |
| 10. | 12.12.2012 | North Sound, Antigua i Barbuda | Kuba              | 0:1 |     | Puchar Karaibów 2012 |
| 11. | 07.02.2013 | Meksyk, Meksyk                 | Meksyk            | 0:0 |     | el. MŚ 2014          |

## Sukcesy

### Portmore United FC
- Mistrzostwo National Premier League (1×): 2011/2012
- Wicemistrzostwo National Premier League (3×): 2008/2009, 2015/2016, 2016/2017

### Rovaniemen Palloseura
- Wicemistrzostwo Veikkausliiga (1×): 2015

### Waterhouse FC
- Wicemistrzostwo National Premier League (2×): 2017/2018, 2018/2019